# Inpex
Inpex Corporation (国際石油開発帝石株式会社, Kokusai Sekiyu Kaihatsu Teiseki Kabushiki-gaisha) est un groupe pétrolier japonais fondé en 1966 sous l'appellation North Sumatra Offshore Petroleum Exploration Co., Ltd..
Inpex fait partie des constituants du TOPIX 100.

## Historique
Le plus gros projet dans lequel la société ait été impliquée est le projet Kashagan.
Actuellement, elle est engagée de le projet Ichthys à Perth, en Australie.